# Ornipholidotos perfragilis
Ornipholidotos perfragilis är en fjärilsart som beskrevs av Holland 1890. Ornipholidotos perfragilis ingår i släktet Ornipholidotos och familjen juvelvingar. Inga underarter finns listade i Catalogue of Life.